# Воронцов, Дмитрий Семёнович
Дмитрий Семёнович Воронцов — дворянин и воевода на службе у Московских князей Василия III и Ивана IV.

## Происхождение и семья
Один из представителей дворянского рода Воронцовых. Потомок в IX поколении от боярина Протасия Фёдоровича, общего предка Воронцовых и Вельяминовых. Второй сын Семёна Ивановича Воронцова. Вместе с ним служили братья бояре Михаил, Иван-Фока и Фёдор. Имел сына Ивана Чуху.

## Служба при Василии III
В 1519 г. во время похода на Смоленск, был полковым воеводой в Дорогобуже. В 1520 году был в числе других воевод в Серпухове. В 1521 году был в Мещере. В 1530 году был командиром сторожевого полка конной рати во время похода на Казань. В мае 1531 года был в Северской земле на Клевени.

## Служба при малолетнем Иване IV
В ноябре 1535 года водил на Литву полк правой руки. В апреле 1536 года участвовал в основании крепости Велиж. В июле 1537 года стоял под Нижним Новгородом, в связи с угрозой со стороны Казанского ханства.